# Le Catelet
Le Catelet est une commune française située dans le département de l'Aisne en région Hauts-de-France.

## Géographie
Le terroir de la commune, d'une superficie de 41 ha, est contigu au sud, à l'est, au nord et au nord-ouest à sa voisine Gouy, 1 760 ha, soit 43 fois plus étendue.
La commune est traversée par l'Escaut.

### Communes limitrophes
| Gouy | Gouy    |      |
| Bony | Catelet | Gouy |
|      | Gouy    |      |

### Hydrographie

#### Réseau hydrographique
La commune est située dans le bassin Artois-Picardie. Elle est drainée par la rivière Escaut.

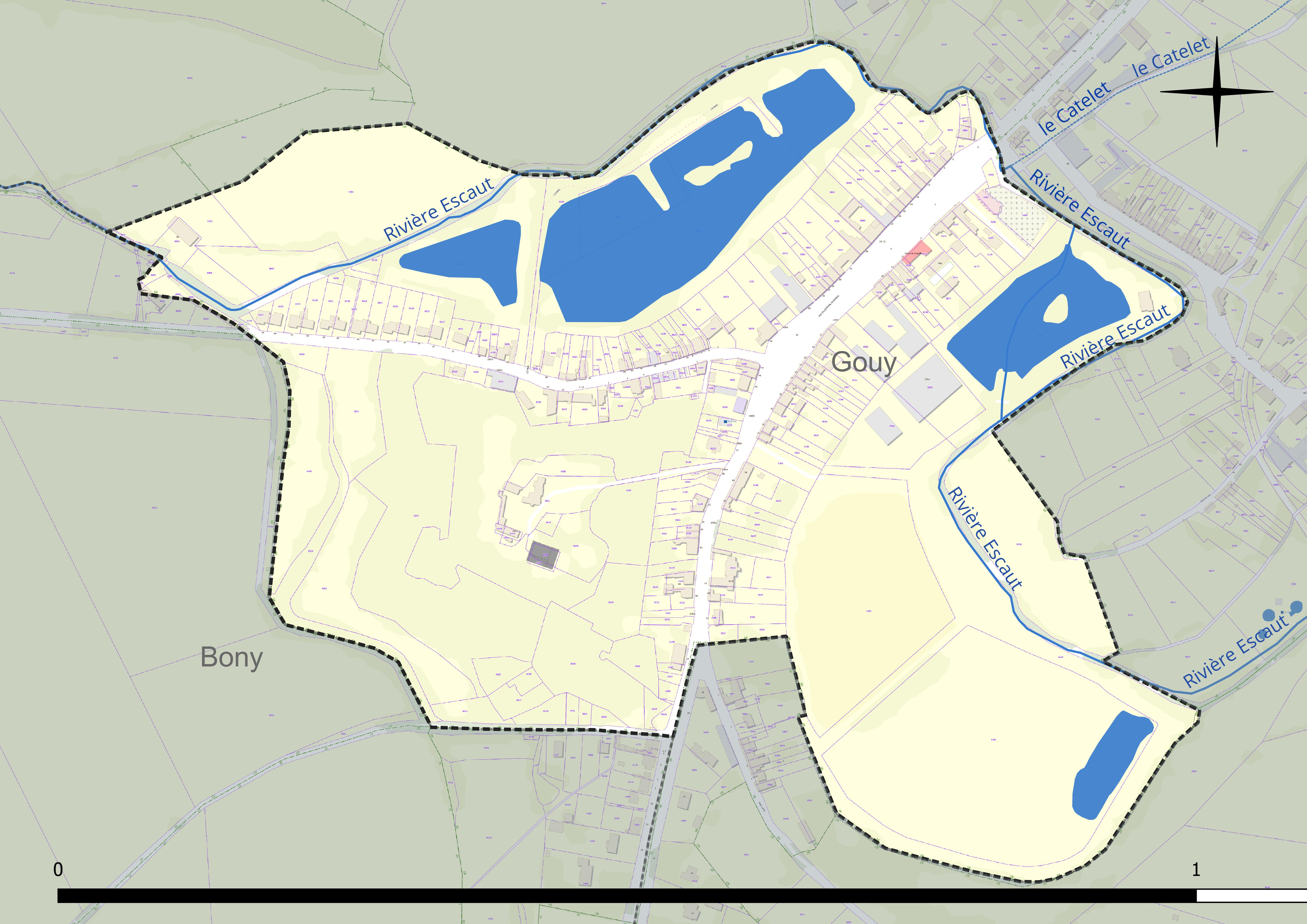
Réseau hydrographique du Catelet.

#### Gestion et qualité des eaux
Le territoire communal est couvert par le schéma d'aménagement et de gestion des eaux (SAGE) « Escaut ». Ce document de planification concerne un territoire de 2 005 km2 de superficie, délimité par le bassin versant de l'Escaut. Le périmètre a été arrêté le 9 juin 2006 et le SAGE proprement dit a été approuvé le 13 juillet 2021. La structure porteuse de l'élaboration et de la mise en œuvre est le syndicat mixte Escaut et Affluents (SyMEA).
La qualité des cours d'eau peut être consultée sur un site spécial géré par les agences de l'eau et l'Agence française pour la biodiversité.

### Climat
Pour des articles plus généraux, voir Climat des Hauts-de-France et Climat de l'Aisne.
En 2010, le climat de la commune est de type climat océanique dégradé des plaines du Centre et du Nord, selon une étude du CNRS s'appuyant sur une série de données couvrant la période 1971-2000. En 2020, Météo-France publie une typologie des climats de la France métropolitaine dans laquelle la commune est exposée à un climat océanique et est dans la région climatique Nord-est du bassin Parisien, caractérisée par un ensoleillement médiocre, une pluviométrie moyenne régulièrement répartie au cours de l'année et un hiver froid (3 °C).
Pour la période 1971-2000, la température annuelle moyenne est de 10,3 °C, avec  une amplitude thermique annuelle de 15 °C. Le cumul annuel moyen de précipitations est de 719 mm, avec 12,5 jours de précipitations en janvier et 9,2 jours en juillet. Pour la période 1991-2020 la température moyenne annuelle observée sur la station météorologique la plus proche, située sur la commune d'Épehy à 8 km à vol d'oiseau, est de 10,6 °C et le cumul annuel moyen de précipitations est de 752,8 mm,. Pour l'avenir, les paramètres climatiques de la commune estimés pour 2050 selon différents scénarios d'émission de gaz à effet de serre sont consultables sur un site spécial publié par Météo-France en novembre 2022.

## Urbanisme

### Typologie
Au 1er janvier 2024, Le Catelet est catégorisée commune rurale à habitat dispersé, selon la nouvelle grille communale de densité à 7 niveaux définie par l'Insee en 2022.
Elle est située hors unité urbaine. Par ailleurs la commune fait partie de l'aire d'attraction de Saint-Quentin, dont elle est une commune de la couronne,. Cette aire, qui regroupe 120 communes, est catégorisée dans les aires de 50 000 à moins de 200 000 habitants,.

### Occupation des sols
L'occupation des sols de la commune, telle qu'elle ressort de la base de données européenne d'occupation biophysique des sols Corine Land Cover (CLC), est marquée par l'importance des territoires agricoles (58,3 % en 2018), une proportion identique à celle de 1990 (58,3 %). La répartition détaillée en 2018 est la suivante : 
zones urbanisées (41,7 %), prairies (29,8 %), terres arables (28,5 %).
L'évolution de l'occupation des sols de la commune et de ses infrastructures peut être observée sur les différentes représentations cartographiques du territoire : la carte de Cassini (XVIIIe siècle), la carte d'état-major (1820-1866) et les cartes ou photos aériennes de l'IGN pour la période actuelle (1950 à aujourd'hui).

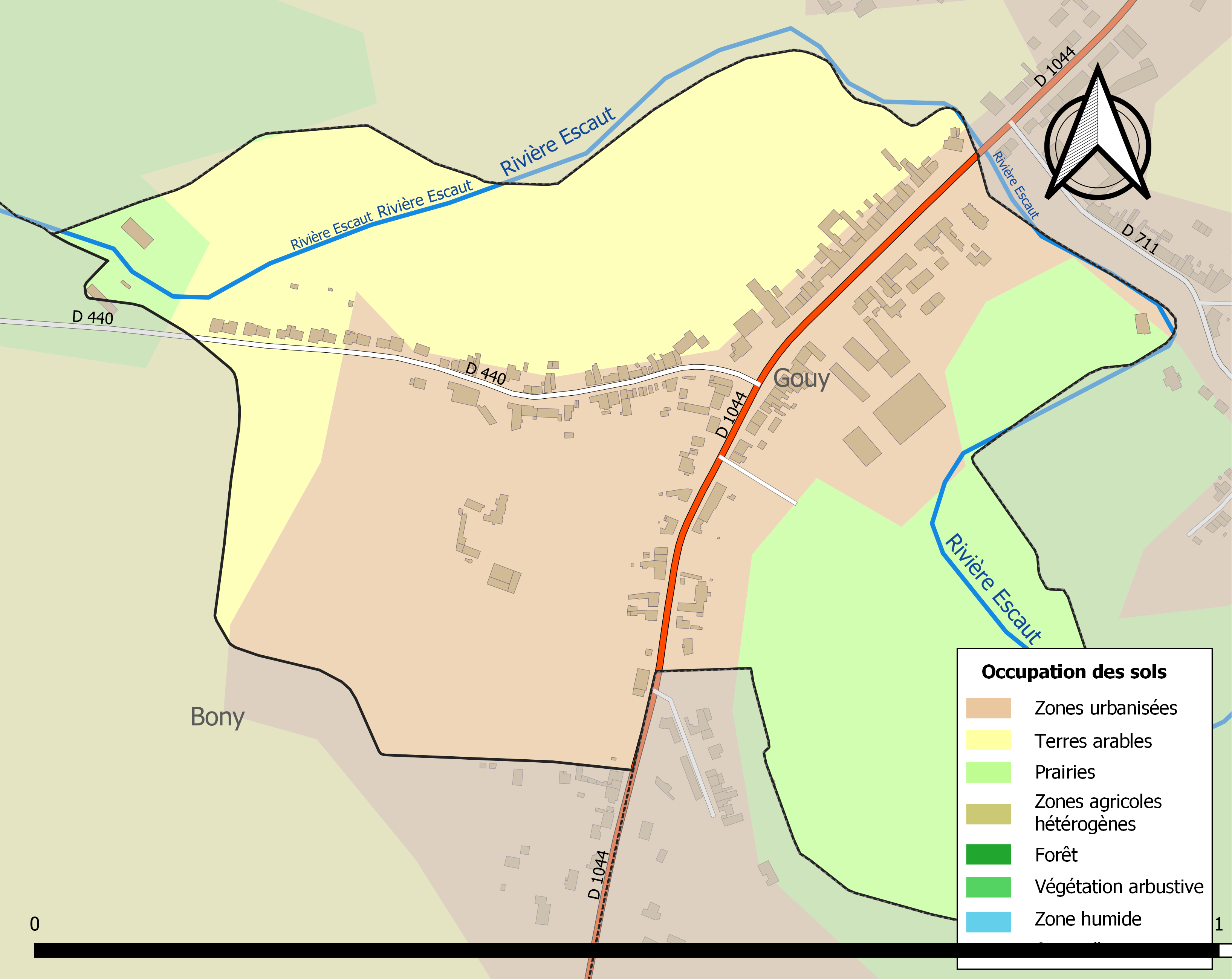
Carte des infrastructures et de l'occupation des sols de la commune en 2018 (CLC).

## Toponymie
Le Catelet (littéralement Le Petit Château en picard) est attesté sous les formes Chastelet en 1431, Bourg du Chastellet, Castellet, Castelet, Chalelet, Chatelet, Catellet, Le Castelet sur la carte de Cassini.
La localité doit son nom à une forteresse établie par François Ier en 1520. Prise en 1557 par les Espagnols puis en 1595, 1636 et 1650, Louis XIV la fit raser en 1674.

## Histoire
|  |
|  |
|  |

Les pierres de taille de la commune étaient très renommées.
Carte de Cassini
Sur la carte de Cassini ci-contre, Le Catelet est un bourg avec un château en ruines. La butte, sur laquelle était construit le château, est entourée par les deux bras de l'Escaut avec des barrages formant des étangs servant à la fois de protection et de réserve à poissons. Quatre routes empierrées partaient du Catelet. Etant donnée sa position aux limites des provinces du Hainaut, d'Artois et de Picardie, Le Catelet était un lieu de péage notamment pour les droits de vinage (transport du vin).
Un moulin à eau (dont les vestiges sont encore visibles aujourd'hui près du pont où la route de Saint-Quentin à Cambrai franchit l'Escaut) est symbolisé par une roue dentée.
Une fabrique de sucre était en activité dans la commune en 1875.
 La guerre de 1914-1918 
Après la bataille des frontières du  7 au 24 août 1914, devant les pertes subies, l'état-major français décide de battre en retraite depuis la Belgique. Le 27 août 1914 , les Allemands s'emparent du village et poursuivent leur route vers l'ouest. Dès lors commença l'occupation  qui dura jusqu'en octobre 1918. Pendant toute cette période, Le Catelet restera loin des combats, le front se situant à une quarantaine de kilomètres à l'ouest vers Péronne. Le village servira de base arrière pour l'armée allemande.
Des arrêtés obligeaient, à date fixe, sous la responsabilité  du maire et du conseil municipal, sous peine de sanctions, la population à fournir : blé, œufs, lait, viande, légumes, destinés à nourrir les soldats du front. Toutes les personnes valides devaient effectuer des travaux agricoles ou d'entretien.
 En février 1917, le général Hindenburg décida de la création d'une ligne défense à l'arrière du front ; cette ligne Hindenburg de fortifications s'appuie sur le canal de Saint-Quentin. Le Catelet est donc un point stratégique Les habitants du village sont évacués en mars 1917 .
En septembre 1918, l'offensive des Alliés sur le front de Péronne porte ses fruits, les Allemands cèdent du terrain peu à peu. Le 30 septembre, les troupes anglaises et australiennes se heurtent, à l'armée allemande. Pendant plusieurs jours, le village sera l'objet de nombreux combats. Au cours de ces combats, les bombardements ont provoqué de nombreuses destructions. Après l'Armistice, peu à peu, les habitants évacués sont revenus, mais la population de 394 habitants en 1911 ne sera plus que de 261 en 1921. Vu les souffrances endurées par la population pendant les quatre années d'occupation et les dégâts aux constructions, la commune s'est vu décerner la Croix de guerre 1914-1918 (France) le 17 octobre 1920. Sur le monument aux morts sont inscrits les noms des 14 soldats de la commune morts pour la France.

## Politique et administration

### Découpage territorial
La commune du Catelet est membre de la communauté de communes du Pays du Vermandois, un établissement public de coopération intercommunale (EPCI) à fiscalité propre créé le 31 décembre 1993 dont le siège est à Bellicourt. Ce dernier est par ailleurs membre d'autres groupements intercommunaux.
Sur le plan administratif, elle est rattachée à l'arrondissement de Saint-Quentin, au département de l'Aisne et à la région Hauts-de-France. Sur le plan électoral, elle dépend du  canton de Bohain-en-Vermandois pour l'élection des conseillers départementaux, depuis le redécoupage cantonal de 2014 entré en vigueur en 2015, et de la deuxième circonscription de l'Aisne  pour les élections législatives, depuis le dernier découpage électoral de 2010.

### Administration municipale
| Période                                  | Période                       | Identité                           | Étiquette | Qualité                                                   |
| ---------------------------------------- | ----------------------------- | ---------------------------------- | --------- | --------------------------------------------------------- |
| Les données manquantes sont à compléter. |                               |                                    |           |                                                           |
| ?                                        | 1801                          | Henri Boulanger                    |           |                                                           |
| 1803                                     | 1805                          | Pollin Pierre François             |           |                                                           |
| 1805                                     | 1821                          | De-Sart Charles Eugéne             |           |                                                           |
| 1808                                     | 1808                          | Biseau Honoré Pierre Joseph        |           |                                                           |
| 1822                                     | 1830                          | Lemaire-Journel Quentin Barthélémy |           |                                                           |
| 1830                                     | 1848                          | Devaux Pierre Joseph Désiré        |           |                                                           |
| 1848                                     | 1860                          | Tabary Charles Edouard             |           |                                                           |
| 1860                                     | 1869                          | Lemaire Louis Eugéne               |           |                                                           |
| 1871                                     | 1874                          | Boulanger Antoine                  |           |                                                           |
| 1874                                     | 1899                          | Bancourt Camille                   |           |                                                           |
| 1899                                     | 1904                          | Devaux Auguste                     |           |                                                           |
| 1905                                     | 1908                          | Guillié Alban                      |           |                                                           |
| 1908                                     | 1909                          | Payen Ferdinand                    |           |                                                           |
| 1910                                     | 1910                          | Devaux Auguste                     |           |                                                           |
| 1911                                     | 1913                          | Savart Albert                      |           |                                                           |
|                                          |                               |                                    |           |                                                           |
| avant 1981                               | ?                             | Alain Deflorenne                   |           |                                                           |
| mars 2001                                | mars 2008                     | Pierre-Jean Mairesse               |           |                                                           |
| mars 2008                                | mai 2020                      | Philippe d'Horme                   | DVD       | Retraité Fonction publique Réélu pour le mandat 2014-2020 |
| mai 2020                                 | En cours (au 12 juillet 2020) | Chrystelle Locquet-Gonelle         |           |                                                           |

## Démographie
L'évolution du nombre d'habitants est connue à travers les recensements de la population effectués dans la commune depuis 1793. Pour les communes de moins de 10 000 habitants, une enquête de recensement portant sur toute la population est réalisée tous les cinq ans, les populations de référence des années intermédiaires étant quant à elles estimées par interpolation ou extrapolation. Pour la commune, le premier recensement exhaustif entrant dans le cadre du nouveau dispositif a été réalisé en 2007.

En 2022, la commune comptait 185 habitants, en évolution de −4,64 % par rapport à 2016 (Aisne : −1,97 %, France hors Mayotte : +2,11 %).
| 1793 | 1800 | 1806 | 1821 | 1831 | 1836 | 1841 | 1846 | 1851 |
| ---- | ---- | ---- | ---- | ---- | ---- | ---- | ---- | ---- |
| 378  | 411  | 419  | 499  | 610  | 606  | 612  | 627  | 627  |

| 1856 | 1861 | 1866 | 1872 | 1876 | 1881 | 1886 | 1891 | 1896 |
| ---- | ---- | ---- | ---- | ---- | ---- | ---- | ---- | ---- |
| 586  | 645  | 569  | 545  | 545  | 533  | 505  | 507  | 487  |

| 1901 | 1906 | 1911 | 1921 | 1926 | 1931 | 1936 | 1946 | 1954 |
| ---- | ---- | ---- | ---- | ---- | ---- | ---- | ---- | ---- |
| 465  | 464  | 394  | 261  | 256  | 259  | 216  | 194  | 215  |

| 1962 | 1968 | 1975 | 1982 | 1990 | 1999 | 2006 | 2007 | 2012 |
| ---- | ---- | ---- | ---- | ---- | ---- | ---- | ---- | ---- |
| 249  | 243  | 272  | 243  | 223  | 218  | 201  | 199  | 196  |

| 2017 | 2022 | - | - | - | - | - | - | - |
| ---- | ---- | - | - | - | - | - | - | - |
| 192  | 185  | - | - | - | - | - | - | - |

## Culture locale et patrimoine

### Lieux et monuments

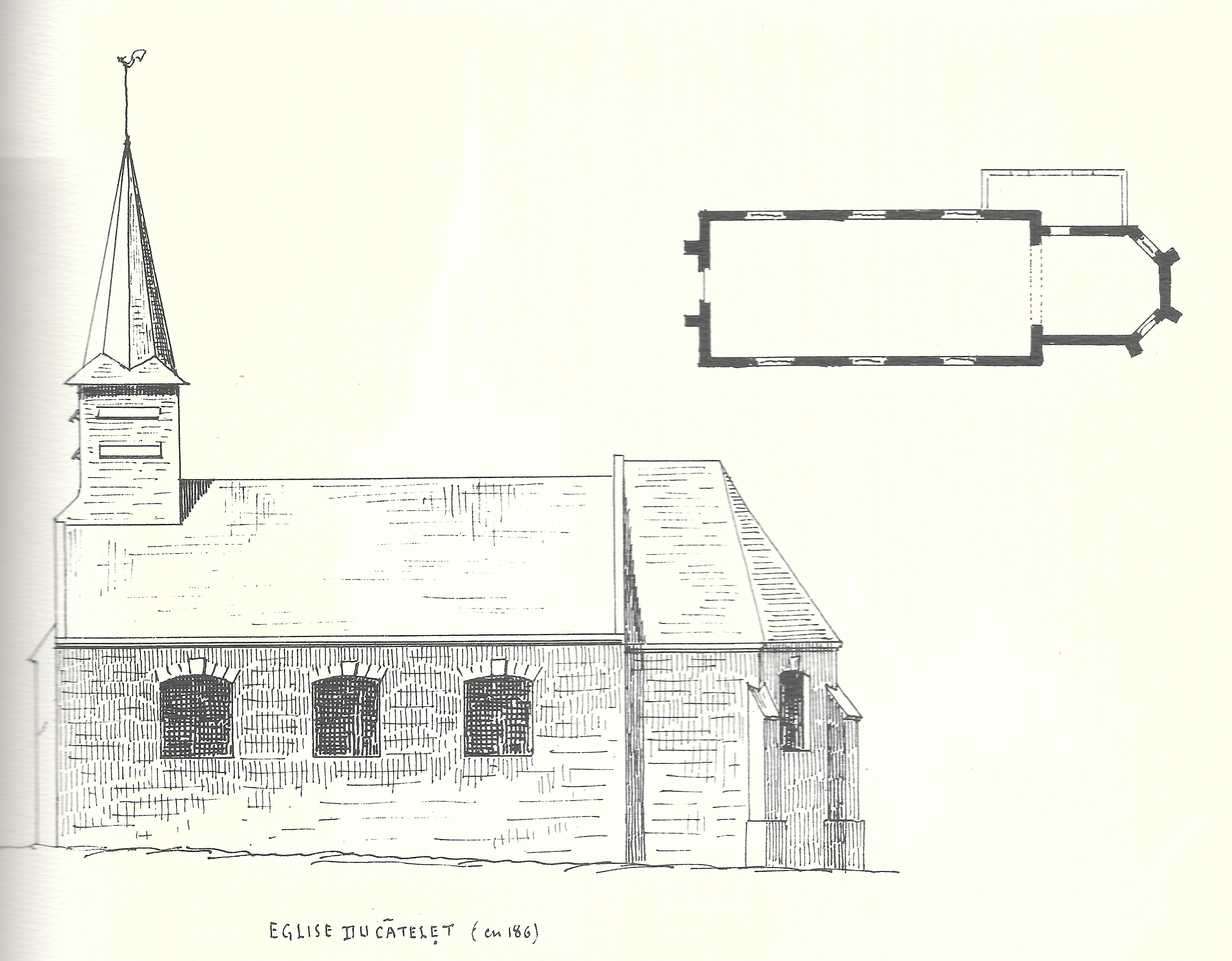
L'église en 1869.
Dessin de Joachim Malézieux (1851/1906)

- Église Saint-Jean-Baptiste du Catelet, reconstruite après la guerre de 1914-1918.
- Monument aux morts.
- Au cimetière, des tombes de guerre de la Commonwealth War Graves Commission.

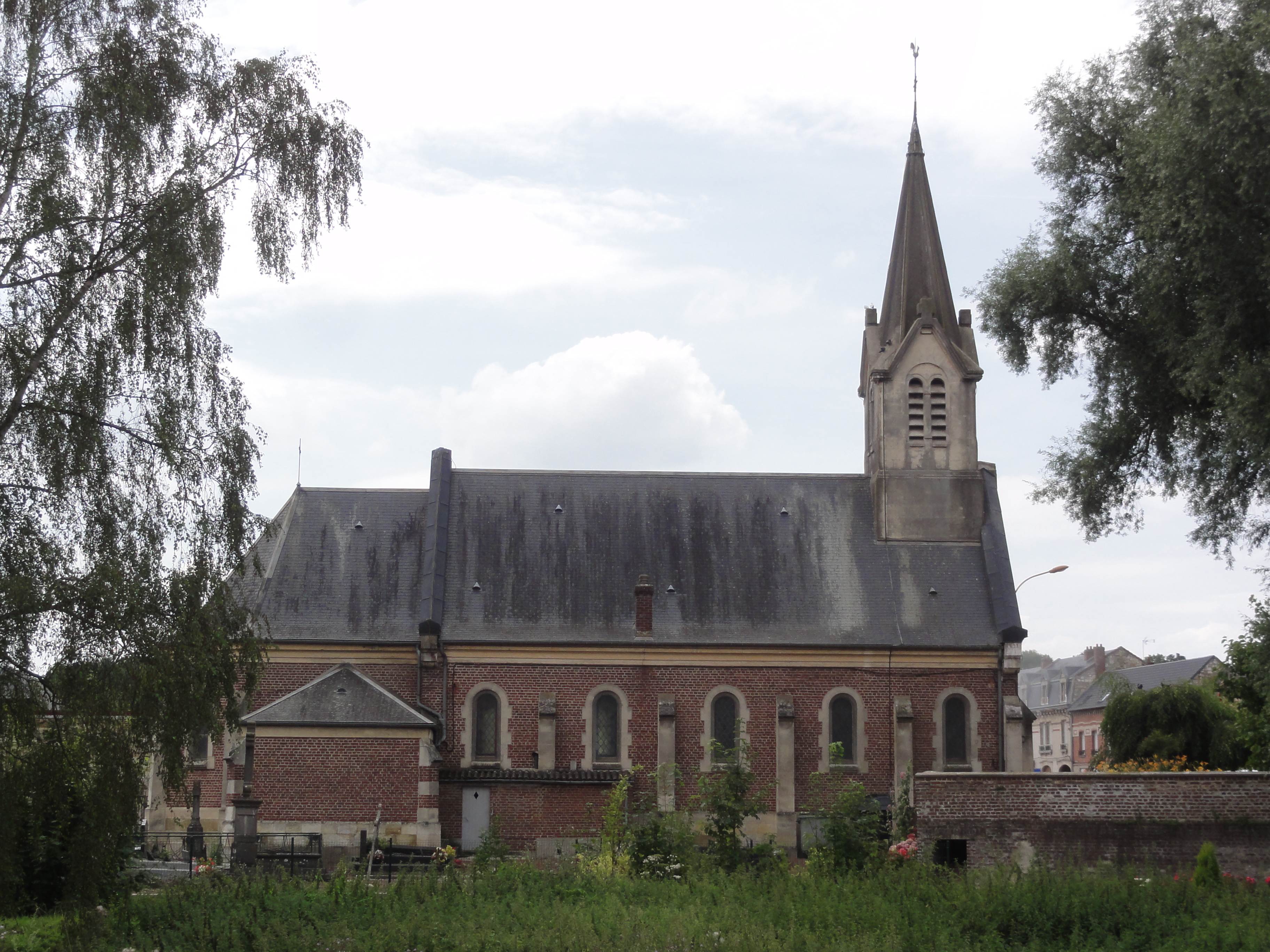
Église Saint-Jean-Baptiste.
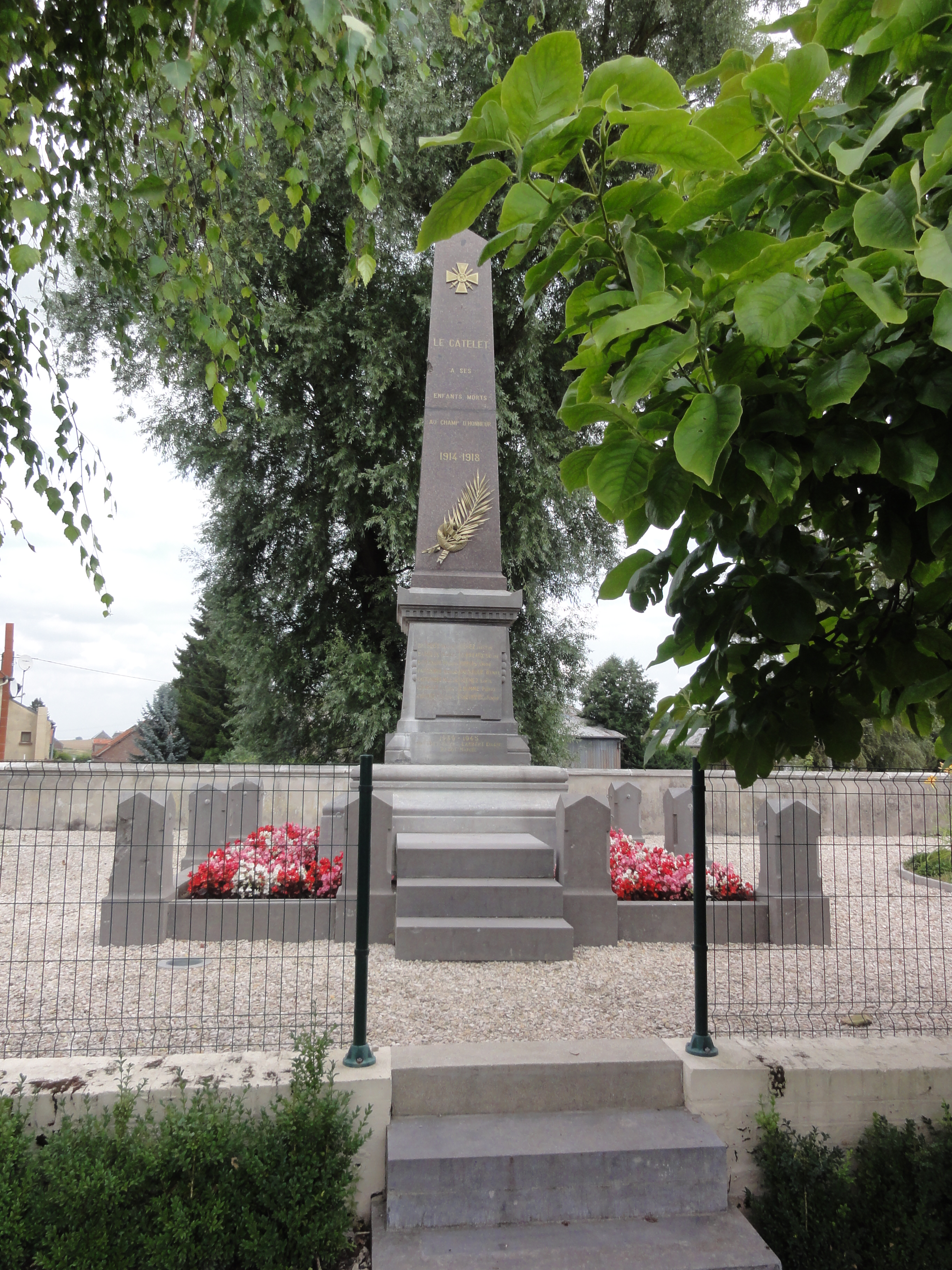
Monument aux morts.
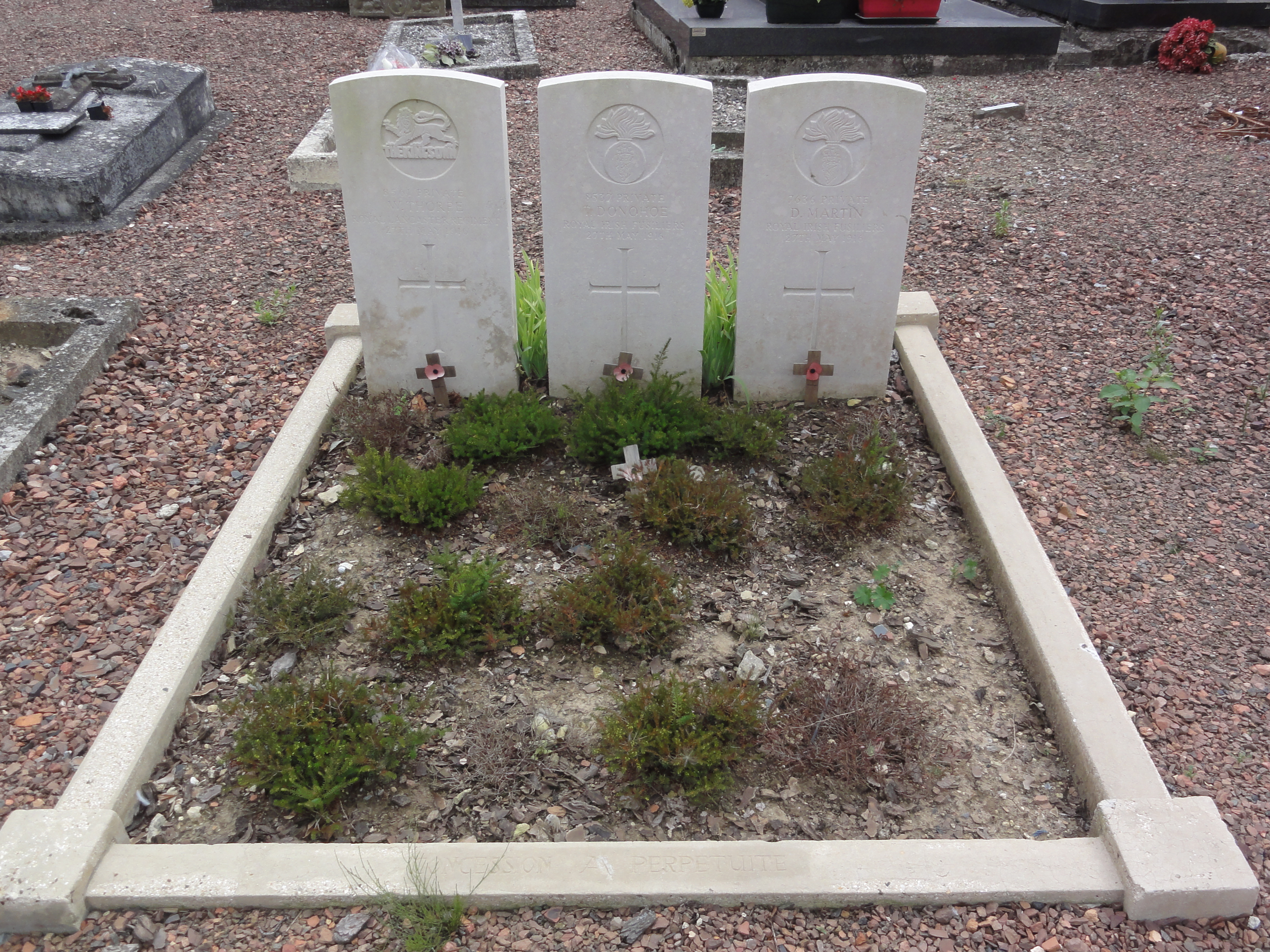
Tombes de la CWGC.
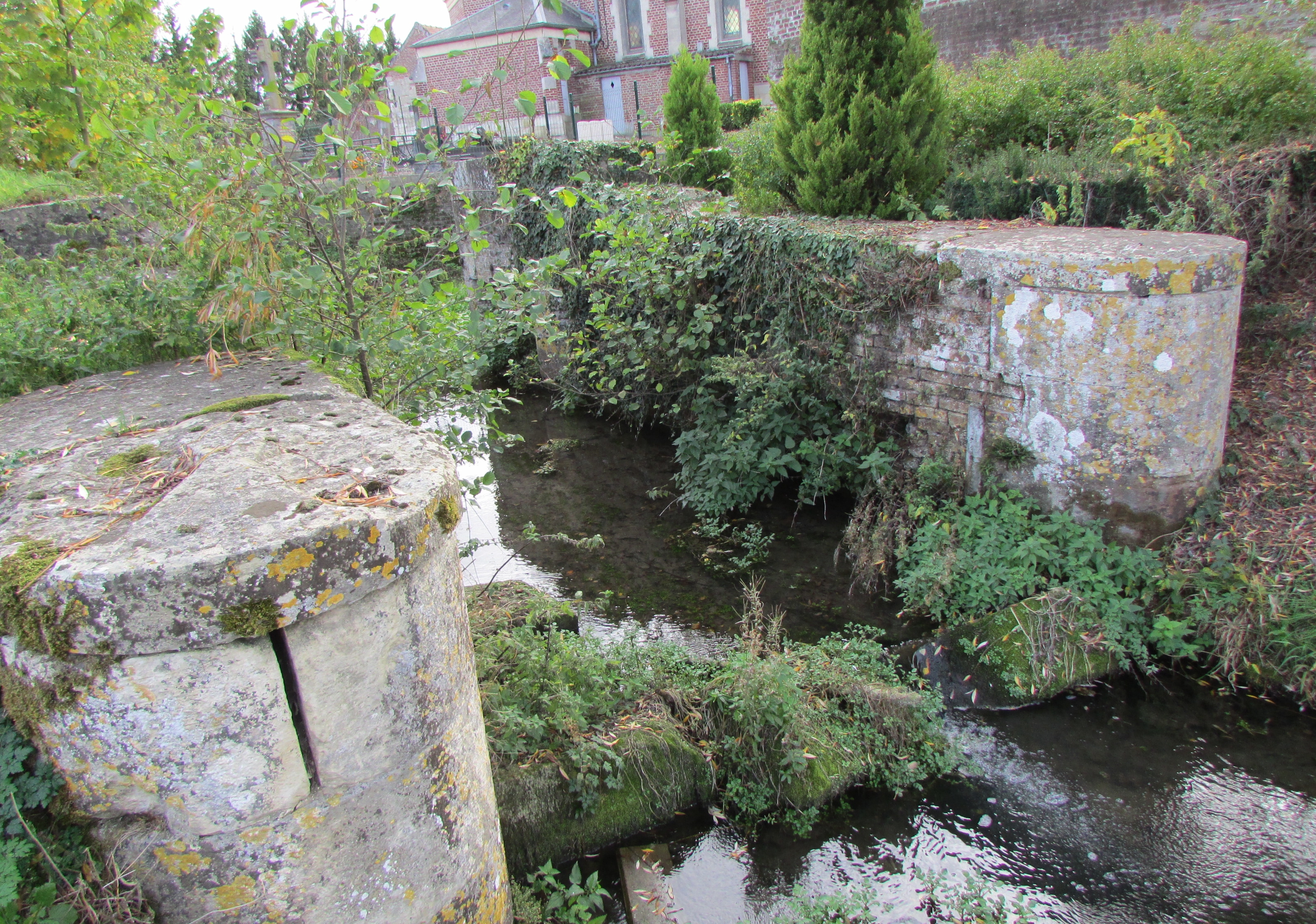
L'Escaut à Gouy : vestige du moulin à eau symbolisé sur la carte de Cassini.

### Cartes postales anciennes

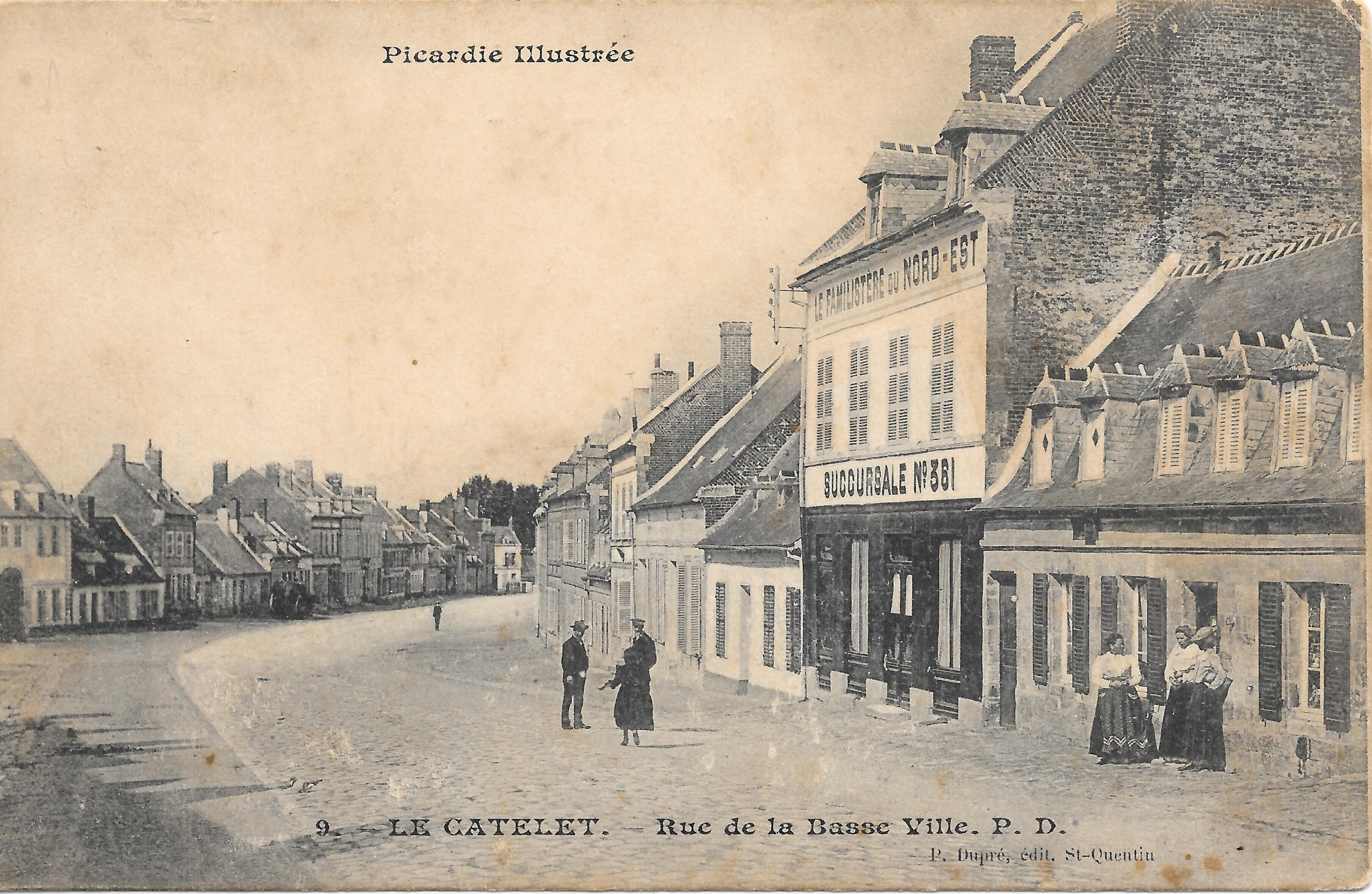
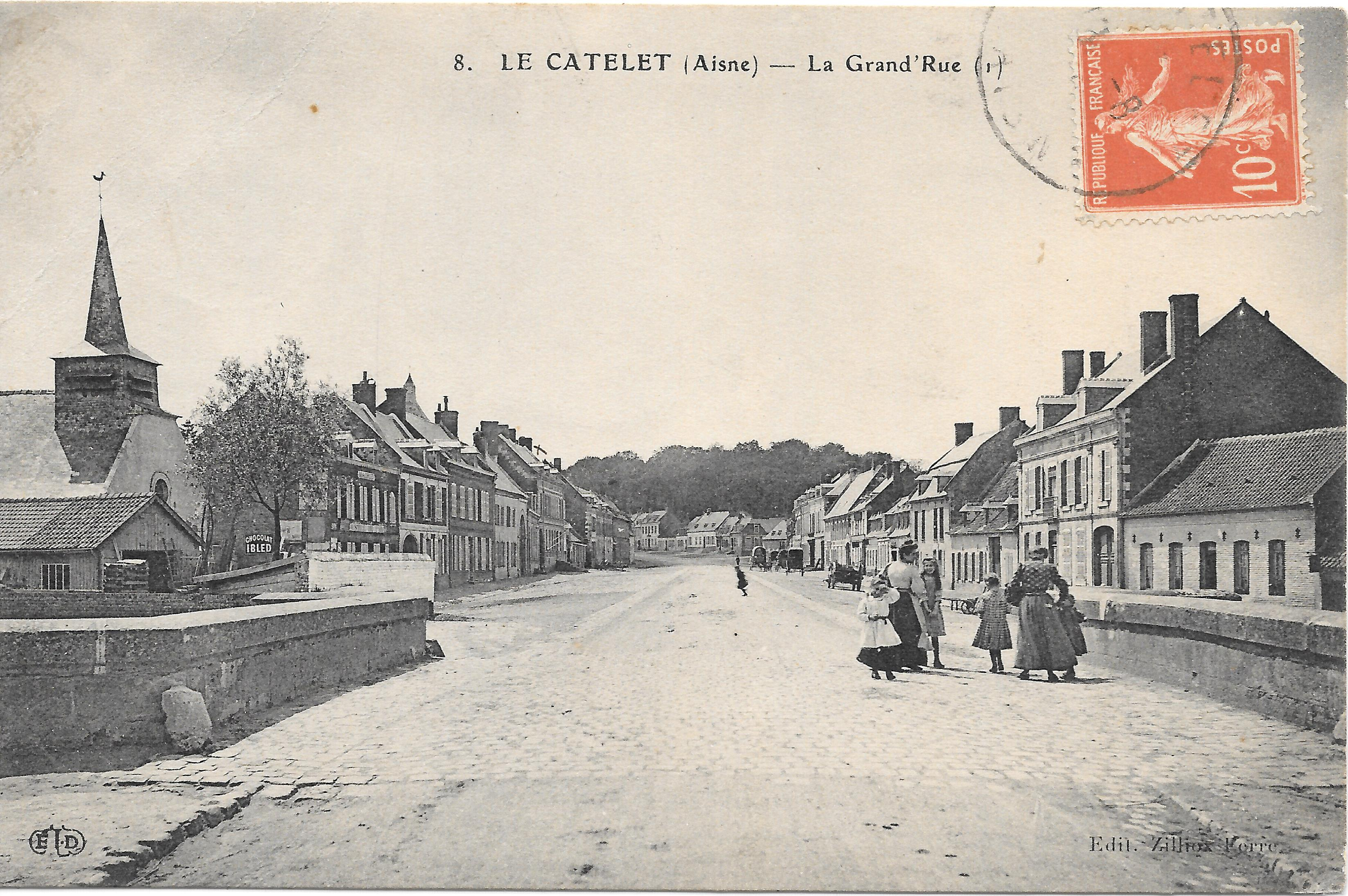
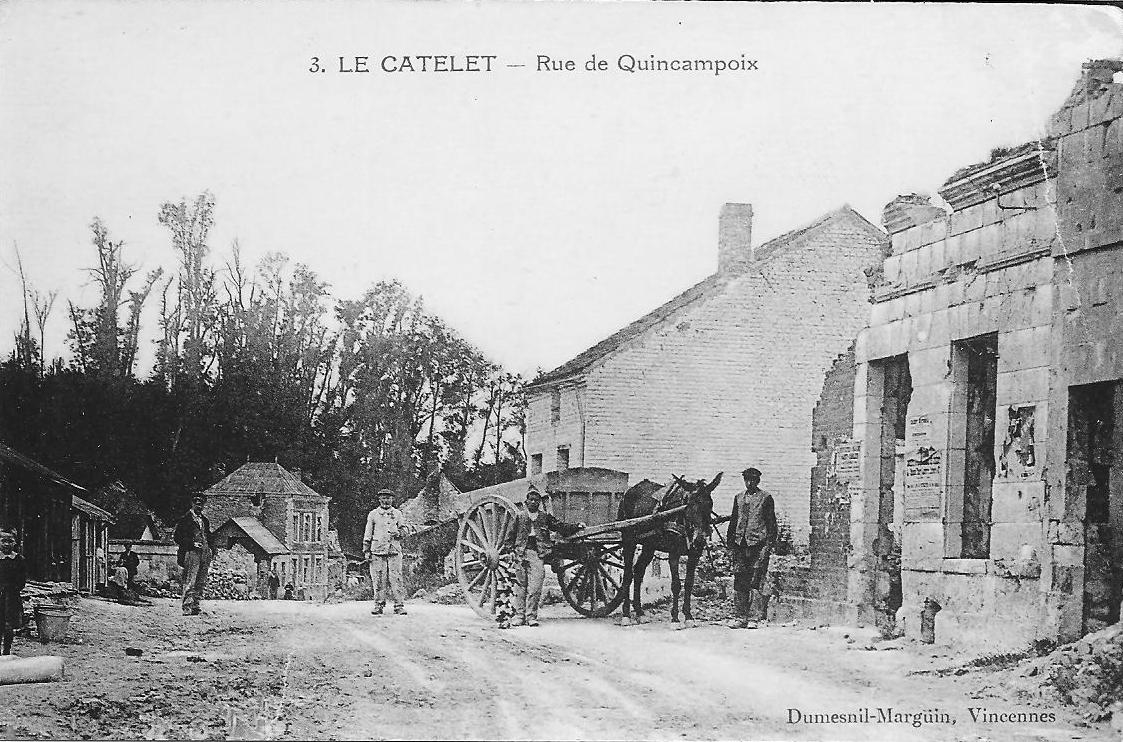
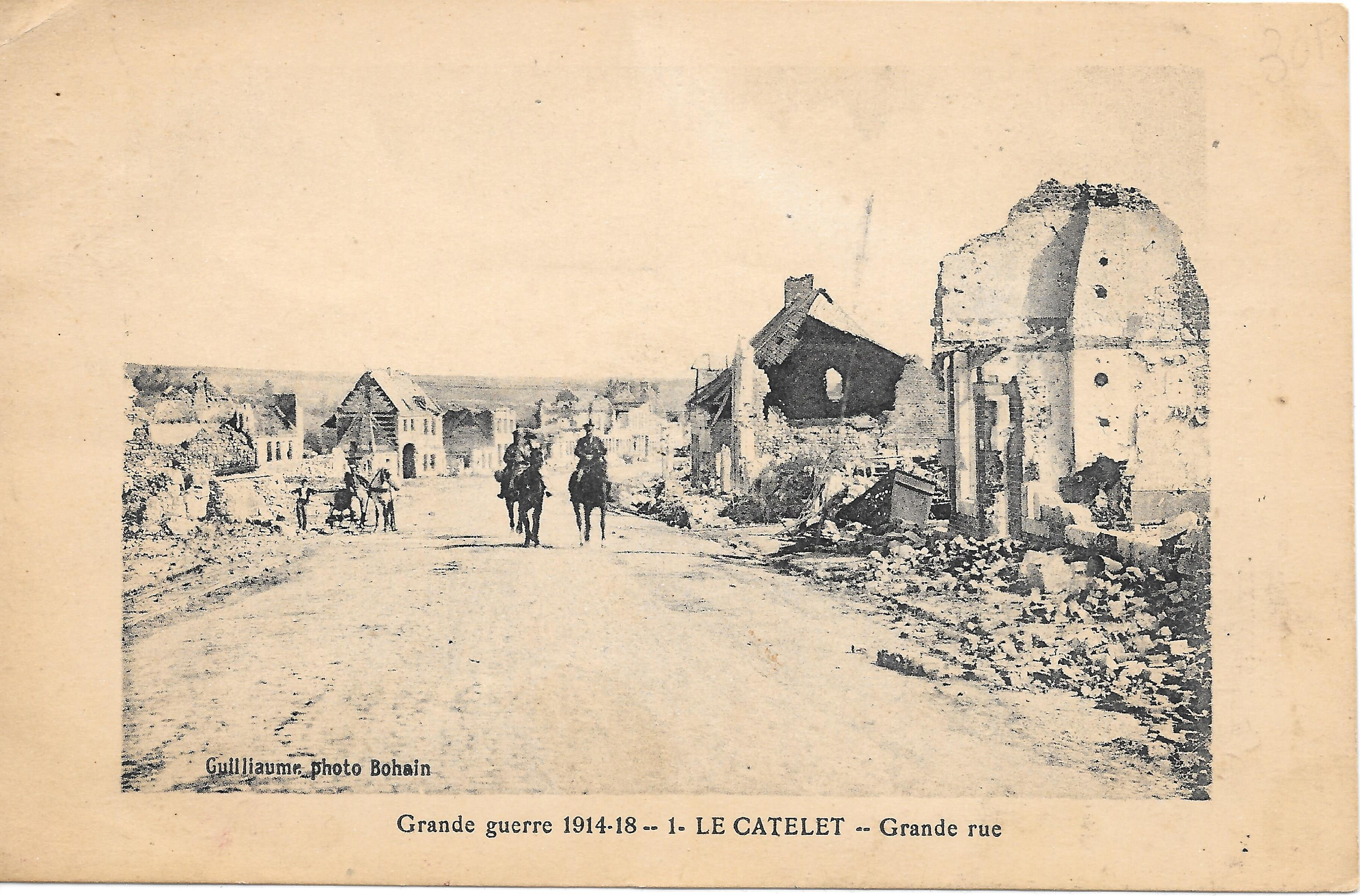
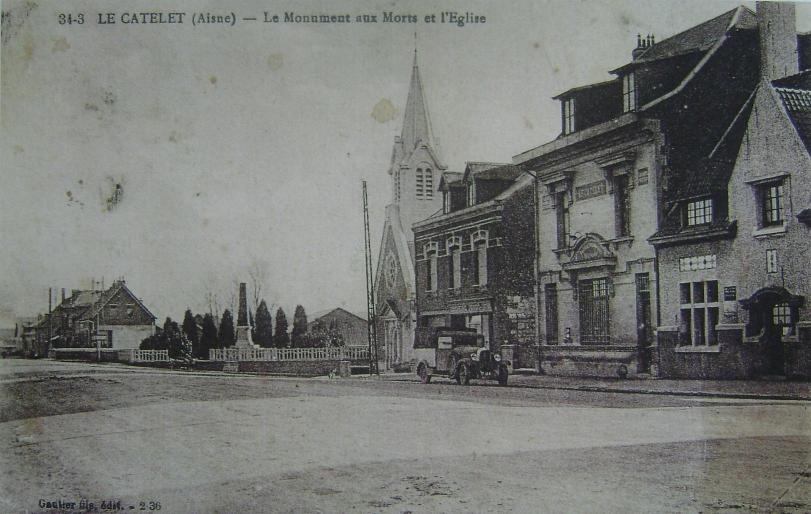

### Personnalités liées à la commune
- Jean Louis Henri Villain
- Raoul Augereau (1889-1940), général de brigade aérienne, tué au cours de la campagne de France sur le territoire de la commune.

### Héraldique
| Blason de Le Catelet | Blason  | D'argent fretté de sable, au chef soudé d'or* chargé de trois merlettes aussi de sable. * Il y a là non-respect de la règle de contrariété des couleurs : ces armes sont fautives (or sur argent). Ornements extérieursCroix de guerre 1914-1918 |
| Blason de Le Catelet | Détails | Le statut officiel du blason reste à déterminer. |

## Pour approfondir